# Катериничи (род)
Катериничи — украинорусский казацкий род, впоследствии дворяне Российской империи.
Существует несколько родов с этой фамилией, связь между которыми не доказана. Самый известный род происходит от Степана Катеринича, который жил в первой половине XVIII в.

## Представители
- Катеринич Вадим Петрович (1845—1892) — военный инженер, архитектор, полковник.[2] Автор разрушенной в 1935 году церкви Св. Марии Магдалины на Шулявке и многих других зданий в Киеве.
- Катеринич Митрофан Кириллович (1861—1918) — общественный деятель Российской империи, Харьковский губернатор с декабря 1908 года[3].

## Описание герба
В лазоревом поле рука, выходящая справа из облака, опрокинутая и вооруженная мечом, сопровождаемым слева сердцем.
На щите дворянский коронованный шлем. Нашлемник: три страусовых пера.